# Monika Migała
Monika Migała, z d. Gunia (ur. 1 maja 1987 w Zgierzu) – polska piłkarka ręczna, mistrzyni i reprezentantka Polski.

## Kariera sportowa
Jest wychowanką MKS Zgierz, następnie występowała w SMS Gliwice. W 2006 została zawodniczką Zagłębiu Lubin, ale rundę wiosenną sezonu 2006/2007 spędziła w Sośnicy Gliwice. Z lubińskim klubem zdobyła mistrzostwo Polski w 2011, wicemistrzostwo Polski w 2009, 2010 i 2012 oraz brązowy medal mistrzostw Polski w 2008, a także Puchar Polski w 2009 i 2011 (z tym, że nie grała w związku z ciążą i urlopem macierzyńskim w rundzie wiosennej sezonu 2009/2010 i jesiennej sezonu 2010/2011). Od 2012 jest zawodniczką Ruchu Chorzów.
W reprezentacji Polski seniorek debiutowała 16 sierpnia 2007 w towarzyskim spotkaniu z Rosją. W 2013 wystąpiła na mistrzostwach świata, zajmując z drużyną 4. miejsce.
Jej mężem jest piłkarz ręczny Marceli Migała.